# Altenburg

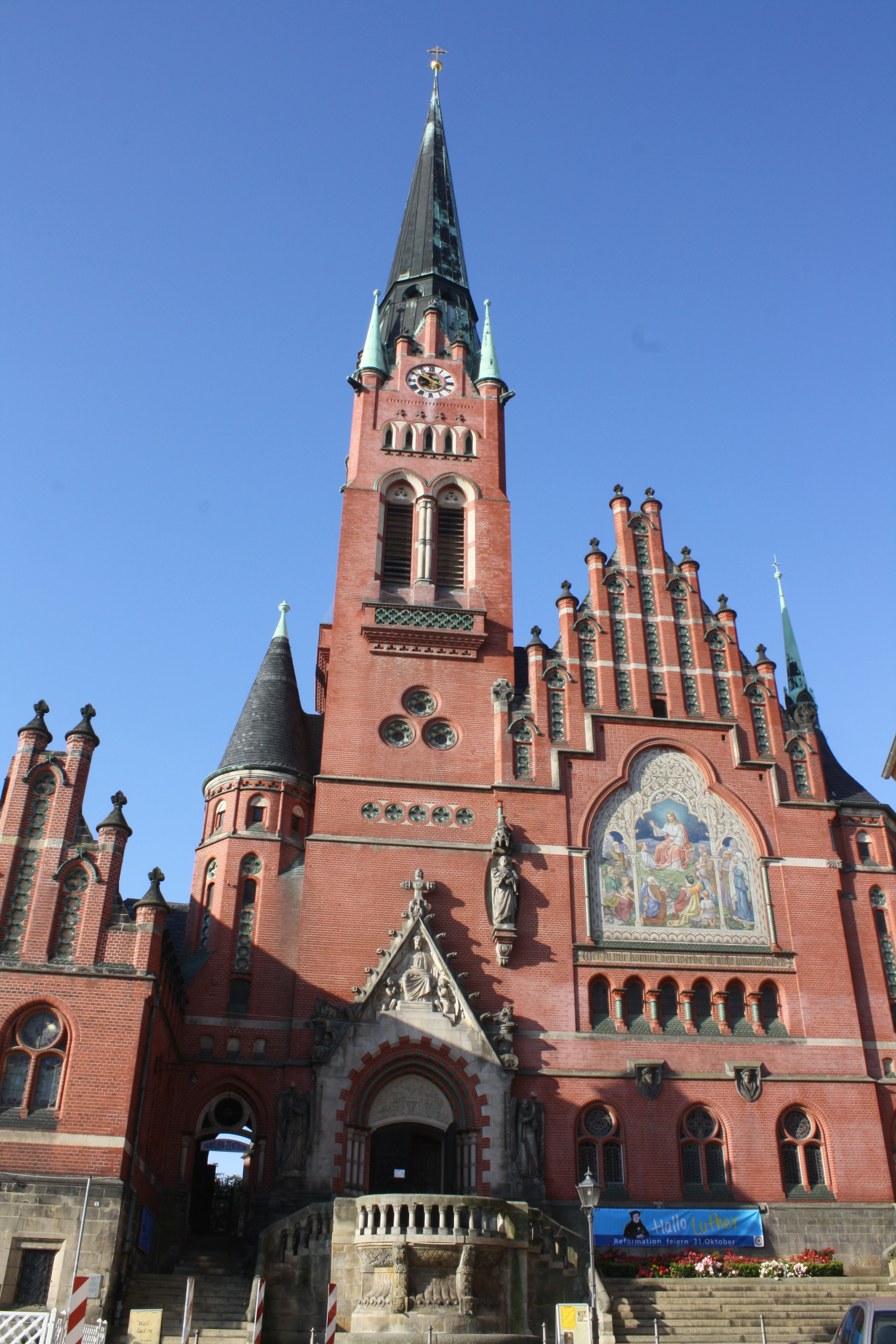
Altenburg

Altenburg este un oraș în Turingia, Germania.

## Personalități născute aici
- Ernest I, Duce de Saxa-Gotha (1601 - 1675), duce;
- Alexandra de Saxa-Altenburg (1830 - 1911), soția Marelui Duce Constantin Nicolaevici al Rusiei;
- Marie Anne de Saxa-Altenburg (1864 - 1918), prințesă;
- Ernst al II-lea, Duce de Saxa-Altenburg (1871 - 1955), duce;
- Louise Charlotte de Saxa-Altenburg (1874 - 1953), prințesă;
- Herbert Schnädelbach (n. 1936), filozof;
- Eva-Maria ten Elsen (n. 1937), înotătoare olimpică;
- Günter Beier (n. 1942), gimnast artistic olimpic;
- Hans-Jürgen Gerhardt (n. 1954), sportiv la bob;
- Jürgen Thiele (n. 1959), canotor olimpic.